# Neuapostolische Kirche (Berlin-Lichtenberg)

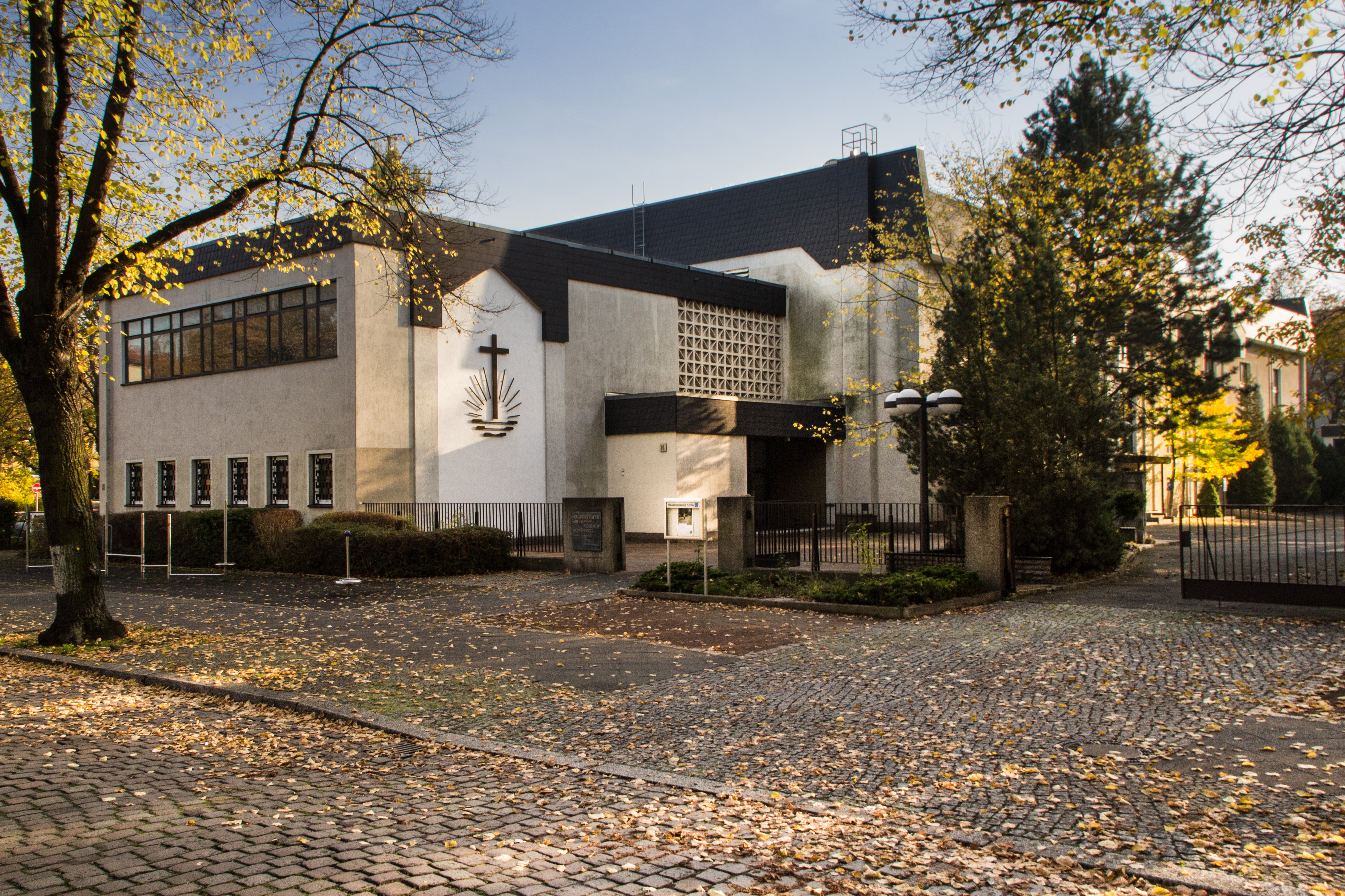
Gebäudeensemble der NAK am Münsterlandplatz

Die Neuapostolische Kirche Berlin-Lichtenberg ist ein ehemaliger Sakralbau der Neuapostolischen Kirche (NAK) in der Gebietskirche Berlin Brandenburg im Bezirk Ost im Bezirk Lichtenberg. Das erste Gebäude der Gemeinde stand in der Normannenstraße, ein Ersatzbau wurde 1977/78 am Münsterlandplatz errichtet. Die Kirche wurde im April 2022 profaniert, auf dem Gelände sollen Wohnungen entstehen.

## Geschichte

### Erstbau
In Berlin-Lichtenberg, in der Normannenstraße 19/20, wurde 1932 nach Entwürfen des Architekten August Nerlich ein kleines Kirchengebäude errichtet. Es war ein schlichter schmaler Putz- und Klinkerverblendbau, der sich gut in den Raum zwischen der benachbarten Wohnanlage (entworfen von Bruno Taut, bestehend aus drei 1928 vollendeten Wohnhäusern im Stil der Neuen Sachlichkeit) und dem Gebäude des Finanzamtes für den Stadtbezirk Lichtenberg einfügte.
Seit den 1960er Jahren erweiterte das Ministerium für Staatssicherheit der DDR seine Zentrale zwischen Ruschestraße und Magdalenenstraße. Die hier geplanten Neubauten wie ein großes Dienstleistungs- und Versorgungsgebäude (Haus 18) erforderten den Abriss der vorherigen Bebauung, also der neuapostolischen Kirche und der Taut-Häuser. Die Kirche wurde 1979 geschlossen und zusammen mit den denkmalgeschützten Wohnhäusern gesprengt.

### Ersatzbau
Die Verantwortlichen der DDR genehmigten der NAK einen Ersatzbau, wofür ein größeres Areal an der Münsterlandstraße für die neuapostolische Kirche angekauft wurde, auf dem bis dahin eine Kleingartenanlage vorhanden war. Beim Freiräumen des Gartenlandes wurden auch Soldaten der NVA eingesetzt. Die Kleingärtner erhielten eine finanzielle Entschädigung und bei Interesse Ersatzland in Neuenhagen bei Berlin.
Der 1977/1978 nach Plänen des Architektenteams von Erhardt Gißke und unter Leitung des Suhler Bauleiters Günter Hirsch im Weitlingkiez am Münsterlandplatz fertiggestellte Neubau war ein standardisierter Hallenbau aus Betonfertigteilen. Er wurde im Januar 1979 eingeweiht und erhielt in den 1990er Jahren einen Fassadenputz und ein Schieferdach.

### Auflösung und Verkauf der Immobilie
Der Landesvorstand der Gebietskirche Berlin Brandenburg teilte im September 2019 auf einem Informationsabend mit, dass die Kirchengemeinden Berlin-Treptow und Berlin-Lichtenberg im Jahr 2020 fusionieren und später am Standort Schmollerplatz in ein neues Kirchengebäude ziehen sollten. Diese Pläne wurden nicht umgesetzt.
Betriebskosten und Auslastung des Gebäudes waren seit längerem nicht mehr in Einklang zu bringen, sodass andere neuapostolische Kirchen die Aufgaben der Lichtenberger Kirche übernahmen. Das Kirchengebäude wurde am 15. April 2022 profaniert: an diesem Tag feierte Bezirksapostelhelfer Helge Mutschler einen letzten Gottesdienst in der Kirche. Anschließend wurde die Orgel ausgebaut und das Gelände zur Nutzung an einen Investor übergeben, der die Kirche abreißen und hier mehr als 100 Wohneinheiten errichten will.

## Architektur

### Außen und Innen
Der Haupteingang befand sich auf der straßenabgewandten Seite des Gebäudekomplexes. Das Kirchenschiff war rund 40 Meter lang und hatte eine Grundfläche von 1150 m². Orgelkammer, Sakristei und verschiedene Nebenräume vervollständigten die Räumlichkeiten.
Zum Gebäudekomplex gehörten ein hofseitiges Garagengebäude und der vorgelagerte Baukörper am Münsterlandplatz, in dem Sanitäreinrichtungen, Garderobe und ein Chorübungsraum untergebracht waren. Ein freistehendes Wohnhaus in der Wönnichstraße schloss das Ensemble ab.

### Orgel
Die zweimanualige Orgel entstand 1979 in der Firma W. Sauer Orgelbau Frankfurt (Oder) als Opus 2099 und verfügt über 30 Register. Nach dem Verkauf des Gebäudes wurde auch die Orgel weiterverkauft. Sie gelangte in die Neuapostolische Kirche in Plauen. Bevor sie dort wieder gespielt werden kann, wird das Instrument vom Orgelbauer Hüfken aus Halberstadt generalsaniert und baulich vor Ort eingepasst. Die Inbetriebnahme ist für Anfang 2024 geplant, die Kosten für die dortige Gemeinde werden mit 120.000 Euro angegeben.
Disposition
| Hauptwerk |                |       |
| 01.       | Pommer         | 16′   |
| 02.       | Prinzipal      | 08′   |
| 03.       | Koppelflöte    | 08′   |
| 04.       | Oktave         | 04′   |
| 05.       | Spitzgambe     | 04′   |
| 06.       | Rohrnasat      | 2 ⁄2′ |
| 07.       | Nachthorn      | 02′   |
| 08.       | Mixtur 5-6fach | 02′   |
| 09.       | Zimbel 3fach   | 1/3′  |
| 10.       | Trompete       | 08′   |
|           | Tremulant      |       |

| Schwellwerk |                    |     |
| 11.         | Holzgedackt        | 08′ |
| 12.         | Gemshorn           | 08′ |
| 13.         | Salizional         | 08′ |
| 14.         | Prinzipal          | 04′ |
| 15.         | Rohrflöte          | 04′ |
| 16.         | Oktave             | 02′ |
| 17.         | Sesquialtera 2fach |     |
| 18.         | Oktävlein          | 01′ |
| 19.         | Scharff 4fach      | 01′ |
| 20.         | Dulcian            | 17′ |
| 21.         | Krummhorn          | 08′ |
|             | Tremulant          |     |

| Pedal |                    |     |
| 22.   | Subbass            | 16′ |
| 23.   | Gedacktbass        | 16′ |
| 24.   | Oktavbass          | 08′ |
| 25.   | Pommer             | 08′ |
| 26.   | Hohlflöte          | 04′ |
| 27.   | Rauschpfeife 4fach | 04′ |
| 28.   | Fagott             | 16′ |
| 29.   | Posaune            | 08′ |
| 30.   | Schalmey           | 04′ |

- Koppeln: II/I, II/P, I/P

(Spielhilfen: Superk.; Subk.; 2 freie Kombinationen, Zungenabsteller)